# Cleistes triflora
Cleistes triflora är en orkidéart som först beskrevs av Charles Schweinfurth, och fick sitt nu gällande namn av Germán Carnevali och Ivón Mercedes Ramírez Morillo. Cleistes triflora ingår i släktet Cleistes, och familjen orkidéer.
Artens utbredningsområde är Venezuela. Inga underarter finns listade i Catalogue of Life.